# Речни делфини
Речните делфини (Platanistoidea) са група Китоподобни, обединени в семейство Platanistidae, но в съвременната класификация те са надсемейство, делящо се на четири семейства: Platanistidae, Iniidae, Lipotidae и Pontoporiidae. За отделните видове вижте Класификация.
Както говори наименованието им, речните делфини живеят в сладките води на големи реки, като изключение прави Лаплатският речен делфин, който се среща в естуара на река Ла Плата (Южна Америка) с прилив на солени води и по прилежащото крайбрежие на Атлантическия океан. Речните делфини обаче не бива да се бъркат с делфините от род Sotalia например (Амазонски делфин соталия), които също навлизат в басейна на Амазонка.

## Класификация
Надсемейство Речни делфини
- Семейство Platanistidae
  - Вид Platanista gangetica – Южноазиатски речни делфини
- Семейство Lipotidae
  - Вид Lipotes vexillifer – Китайски речен делфин, байдзъ
- Семейство Iniidae
  - Вид Inia geoffrensis – Амазонски речен делфин, боуто
  - Вид Inia araguaiaensis – Арагуайски речен делфин [1]
  - Вид Inia boliviensis – Боливийски речен делфин
- Семейство Pontoporiidae
  - Вид Pontoporia blainvillei – Лаплатски речен делфин